# Тучный, Адам
Адам Тучный (словац. Adam Tučný; род. 21 мая 2002, Дунайска-Стреда, Трнавский край) — словацкий футболист, играющий на позиции нападающего. Ныне выступает за словацкий клуб «Тренчин».

## Карьера
Адам — уроженец города Дунайска-Стреда, расположенного в южной Словакии и являющегося неофициальной «столицей» венгерского меньшинства страны. Начинал заниматься футболом в местном клубе «ДАК 1904». В 12 лет перешёл в академию лидера словацкого футбола — «Слована», откуда в 2019 году перешёл в молодёжную команду «Тренчина». 13 июля 2020 года дебютировал в Фортуна-лиге в поединке против «Погронье», выйдя на поле на замену на 78-й минуте вместо Османа Букари. Сезон 2020/2021 начал в основной команде. 13 декабря 2020 года Адам забил свой первый мяч в профессиональном футболе, поразив ворота «Земплина». Всего в сезоне нападающий провёл 16 матчей, забил 1 мяч. В 6 матчах Адам выходил в стартовом составе.
Также Адам выступал за юношеские и молодёжные сборные Словакии. За последнюю Тучный дебютировал 3 сентября 2021 года в поединке отборочного турнира к чемпионату Европы 2023 года против сверстников из Литвы.

## Статистика выступлений
| Клуб             | Сезон            | Лига             | Лига  | Лига | Кубок | Кубок | Междунар. | Междунар. | Всего | Всего |
| Клуб             | Сезон            | Лига             | Матчи | Голы | Матчи | Голы  | Матчи     | Голы      | Матчи | Голы  |
| ---------------- | ---------------- | ---------------- | ----- | ---- | ----- | ----- | --------- | --------- | ----- | ----- |
| Тренчин          | 2019/2020        | Фортуна Лига     | 1     | 0    | 0     | 0     | 0         | 0         | 1     | 0     |
| Тренчин          | 2020/2021        | Фортуна Лига     | 16    | 1    | 1     | 0     | 0         | 0         | 17    | 1     |
| Тренчин          | 2021/2022        | Фортуна Лига     | 5     | 1    | 0     | 0     | 0         | 0         | 5     | 1     |
| Всего за карьеру | Всего за карьеру | Всего за карьеру | 22    | 2    | 1     | 0     | 0         | 0         | 23    | 2     |